# Iván Azón
Iván Azón, né le 24 décembre 2002 à Saragosse, est un footballeur espagnol qui évolue au poste d'avant-centre au Como 1907.

## Biographie
Né à Saragosse, en Aragon, Azón commence le foot dans le collège Marianistas de Saragosse, pratiquant de nombreux sports avant de se concentrer sur le foot, quand il rejoint l'UD Amistad, dans le quartier de Juslibol.

### Carrière en club
Ayant intégré le centre de formation du Real Saragosse, Iván Azón est prêté à l'EM El Olivar pour la saison 2018-19, avant de s'affirmer avec les jeunes du Real la saison suivante, notamment en UEFA Youth League, où il marque 2 buts pour 3 passes décisives.
Il fait ses débuts en équipe première le 8 novembre 2020, remplaçant Gabriel Fernández (en) à la mi-temps d'une défaite 0-1 à l'extérieur en Segunda División contre le CD Tenerife.
Il s'impose au fil de la saison avec les Blanquillos, entrant régulièrement en jeu avant de devenir un titulaire régulier avec l'équipe de deuxième division espagnole, qu'il aide à s'extraire d'une place de relégable à la mi-saison.

### Carrière en sélection
Iván Azón est convoqué avec les moins de 19 ans espagnols en février 2021 pour un stage collectif à Marbella, alors que toutes les compétitions de jeunes ont été annulées à cause du covid.

## Palmarès
| Real Saragosse - Copa de Campeones Juvenil de Fútbol (en) - Champion en 2018-19 |